# Lužice (kraj południowoczeski)
Lužice – miejscowość i gmina (obec) w Czechach, w kraju południowoczeskim, w powiecie Prachatice. W 2022 roku liczyła 40 mieszkańców.